# 土庫曼斯坦科學院地震學及大氣物理研究所
土庫曼斯坦科學院地震學及大氣物理研究所（俄语：Институт сейсмологии и физики атмосферы），是土库曼斯坦科学院直属的科研机构，是土库曼斯坦的全国地震观测和研究机构。
土库曼斯坦科学院地震研究所的前身是苏联时期的苏联地质部和苏联科学院双重领导的土库曼科学院地震研究所。该研究所的监测范围覆盖土库曼斯坦全国，并在土库曼斯坦经济重镇、重要工业军事设施进行观测，并编制详细的烈度区划图。
中亚地区的地震观测历史始于20世纪初。1950年代前，整个苏联中亚地区设有地震观测台站20余个。1965年，当时的苏联科学院牵头形成了跨部门、跨加盟共和国的地震观测台站格局。1960年代，中亚地区地震观测网迅速扩大。到1981年，苏联科学院大地研究所协同有关单位建立了地震预报研究纲要，进一步加强了地震预报理论基础研究和前兆探索，完善了地震监测系统，初步建立了地震预报体系。80年代初，中亚地区已建成各种地震观测台站80多个，其中的小部分分布于土库曼苏维埃社会主义共和国。
到1984年，土库曼科学院地震研究所共有1个基准地震台和15个区域地震台，并建立了地震遥测台网。苏联解体后，土库曼斯坦科学院地震研究所继承了苏联时期的地震观测设施，继续开展地震观测工作，并继续参加苏联时期开始连续举行的一些学术会议。